# Macroditassa mantiqueirae
Macroditassa mantiqueirae är en oleanderväxtart som beskrevs av Matoz. och T.U.P.Konno. Macroditassa mantiqueirae ingår i släktet Macroditassa och familjen oleanderväxter. Inga underarter finns listade i Catalogue of Life.